# Elezioni parlamentari in Macedonia del 2016
Le elezioni parlamentari in Macedonia del 2016 si tennero l'11 dicembre; già fissate per il 24 aprile e poi per il 5 giugno, erano state successivamente rinviate.
Il 25 dicembre sono state ripetute le elezioni nel villaggio di Tearce, ma la Commissione elettorale macedone ha confermato che i risultati elettorali sono rimasti invariati rispetto a quelli dell'11 dicembre.

## Contesto
Nelle elezioni parlamentari e presidenziali del 2014 in Macedonia si erano concluse entrambe con la vittoria del partito conservatore VMRO-DPMNE. Il governo venne nuovamente affidato a Nikola Greuvski mentre Gjorge Ivanov venne eletto Presidente della Repubblica. Tuttavia l'Unione Socialdemocratica dichiarò di aver intenzione di boicottare i lavori parlamentari, a causa di presunti brogli commessi dal VMRO-DPMNE.
Nei primi mesi del 2015 la crisi politica si inasprì ulteriormente, quando il leader della SDSM Zoran Zaev pubblicò una serie di trascrizioni di intercettazioni in base alle quali Gruevski e gli apparati di sicurezza, presieduti da suo cugino Sašo Mijalkov, avrebbero sorvegliato circa 20.000 persone. Tale scoperta ha causato forti proteste di piazza, che si sono susseguite per mesi, sfociando nell'attentato di Kumanovo, dove vi è stato uno scontro a fuoco tra un commando armato e le forze di polizia. A seguito di tale attentato numerosi ministri e lo stesso capo dei servizi segreti Mijalkov si sono dimessi e successivamente sono stati iscritti nel registro degli indagati della procura speciale. La decisione, successivamente revocata, del presidente Ivanov di concedere loro la grazia aveva causato ancora di più forti proteste nelle piazze delle maggiori città macedoni.
A causa di questa crisi ed instabilità politica, nel giugno 2015 il commissario europeo all'allargamento Johannes Hahn ha trovato un accordo con  Gruevski per ottenere le sue dimissioni e portare il paese ad elezioni anticipate nel 2016. Gruevski come da accordi si è poi dimesso nel gennaio 2016, mentre il Parlamento è stato sciolto il 24 febbraio, 60 giorni prima delle nuove elezioni.

## Risultati
| Liste                                                   | Voti      | %     | Seggi |
| ------------------------------------------------------- | --------- | ----- | ----- |
| Coalizione VMRO (VMRO - SPM - GROM - Altri)             | 454 577   | 38,14 | 51    |
| Coalizione SDSM (SDSM - NSDP - LDP - PEI - DOM - Altri) | 436 981   | 36,66 | 49    |
| Unione Democratica per l'Integrazione                   | 86 796    | 7,28  | 10    |
| Movimento Besa                                          | 57 868    | 4,86  | 5     |
| Alleanza per gli Albanesi                               | 35 121    | 2,95  | 3     |
| Partito Democratico degli Albanesi                      | 30 964    | 2,60  | 2     |
| VMRO per la Macedonia                                   | 24 524    | 2,06  | –     |
| Levica                                                  | 12 120    | 1,02  | –     |
| CCJ – Terzo Blocco                                      | 10 028    | 0,84  | –     |
| Partito Liberale di Macedonia                           | 3 840     | 0,32  | –     |
| Partito per la Prosperità Democratica                   | 1 143     | 0,10  | –     |
| Totale                                                  | 1 191 832 | 100   | 120   |

1. ↑  Include: DPSM - SRM - PP - SDAM - PVM - PNR - RZPRM - TMRO - MAAK - NLP - PODM - MA - DPRM - VMRO-DP - DBP - DPR - SDU - ROM - STLS - OPER - DNETM - DSR
2. ↑  Include: PDTM - NA - DSVM - SSM - PEP 21 - POPGM - APM - SNSM - PCER